# Frostpunk
Frostpunk est un jeu de gestion et de survie développé par 11 bit studios et sorti sur PC (Windows) le 24 avril 2018 et le 11 octobre 2019 sur PlayStation 4 et Xbox One.
Frostpunk est un jeu qui se déroule dans un univers steampunk post-apocalyptique. L'éruption du Krakatoa et du Tambora dans un 1886 alternatif ont masqué le Soleil et créé une vague de froid aboutissant à la mort de millions de personnes. En réponse à ces événements, plusieurs générateurs au charbon ont été construits par les autorités britanniques pour être le centre de villes.
Dans tous les scénarios, le joueur incarne le dirigeant d'un groupe de survivants londoniens qui tentent de survivre autour de l'un de ces générateurs.

## Système de jeu

### Principe
Frostpunk s'articule autour de la gestion de différentes ressources, notamment bois et métal pour les constructions, charbon pour la chaleur, et nourriture. L'autre ressource essentielle est la chaleur. La ville du joueur est bâtie de manière concentrique à un générateur qui génère de la chaleur. Le joueur doit gérer à la fois ses ressources, la chaleur dans sa ville, mais aussi le nombre d'habitations pour les réfugiés qui arrivent, et l'espoir et le mécontentement des habitants. Un espoir trop bas ou un mécontentement trop élevé auront pour effet la destitution du dirigeant de la ville, et donc la fin de la partie. Pour gérer ces deux facteurs et surtout le bon déroulement des opérations de sa ville, le joueur pourra promulguer des lois impactant les conditions de vie ou de travail de ses habitants, par exemple en légalisant ou en interdisant le travail des enfants, ou encore en obligeant les citoyens de sa ville à rationner la nourriture.

### Scénario

#### Nouveau Départ (A New Home)
A New Home est le scénario principal du jeu. Le joueur incarne le leader d'un groupe d’explorateurs qui ont fui le froid et la faim de Londres. La partie se déroule dans un cratère entouré de ressources. L'objectif est de survivre aux vagues de froid successives, tout en maintenant les jauges de mécontentement et d'espoir. De nombreux événements en cours de jeu viennent ajouter de la difficulté à la partie jusqu'à la tempête finale. La partie se termine en cas de défaite ou si le joueur a survécu à la tempête.

#### Les Arches (The Arks)
Dans ce scénario, le joueur dirige un groupe d'ingénieurs d'Oxford et de Cambridge responsables de la préservation de semences et plantes terrestres présentes avant les éruptions. La partie se déroule dans une crevasse comportant trois bâtiments que le joueur doit maintenir à une température suffisante. La partie se termine si les graines gèlent ou si le joueur atteint la fin du temps imparti pour réussir les objectifs.

#### Les Réfugiés (The Refugees)
Ce troisième scénario permet au joueur de se retrouver dans un cratère assez similaire au scénario principal. Le but est d'ici de gérer l'ensemble des réfugiés qui arrivent dans la ville et les vagues de froid, tout en maintenant l'espoir et en limitant le mécontentement. À la fin de la partie, le joueur doit faire face à une arrivée de nobles dans la ville et empêcher le conflit social pour terminer le scénario.

#### La Chute de Nidhiver (The Fall of Winterhome)
Ajouté le 19 septembre 2018, ce scénario se déroule dans Nidhiver, une ville détruite par la mauvaise gestion du précédent leader. Le joueur doit nettoyer les ruines et rétablir l'espoir, tout en luttant contre le froid. En milieu de partie, à cause du générateur défaillant, la ville doit être abandonnée et le joueur doit s'occuper de l'évacuation des habitants.
Le joueur rencontre un survivant de Nidhiver dans le scénario Nouveau Départ.

#### Le Dernier Automne(The Last Autumn)
Le joueur incarne le chef de chantier d'installation du générateur du site 113, dans les derniers jours avant la glaciation. En ce sens, cette extension est un préquel aux autres scénarios. La partie commence avec des températures positives (+10°) et termine avec une chute progressive des températures, pour se rapprocher des -20° auquel le jeu habitue le joueur dans les autres parties. L'objectif de cette extension est de mettre le joueur face au défi de construction du générateur dans un temps imparti par la compagnie impériale, avec plusieurs paliers de progression. Il lui faut planifier minutieusement et réagir aux évènements scriptés qui oblige le joueur à trancher des dilemmes moraux de plus en plus difficiles. Le joueur devra notamment décider de s'appuyer soit sur les ingénieurs, soit sur les ouvriers - qui peuvent d'ailleurs se mettre en grève et interrompre l'avancée du chantier pour poser des ultimatums. L'arbre des technologies est également différent des autres scénarios : tout un pan de la recherche est consacrée à la construction du générateur et la gestion de la température n'apparaît qu'en fin de partie.
La bande-annonce publiée par le studio le 13 décembre 2019 présentait une assistante ingénieure Euphemia MacLachlan. Mais elle n'est dans le jeu qu'un personnage secondaire non jouable.

#### Au bord du Gouffre(On the edge)
Ce scénario est directement lié au scénario principal Nouveau Départ. Le joueur doit gérer l'un des avant-poste de la ville, au départ responsable de l'approvisionnement en métal. Comme dans Le dernier Automne, il n'y a pas de générateur - mais les températures sont négatives dès le début de la partie. Dans la première partie du scénario, le joueur ne peut pas choisir ses lois et doit se référer à la ville pour lui demander de trancher. Dans la seconde partie du scénario il faudra trouver des partenaires avec qui faire des compromis et des échanges de ressources pour survivre et croître. Il sera possible de se détacher de la ville et de choisir de la sauver ou d'accueillir ses réfugiés.
La bande-annonce publiée par le studio le 29 juillet 2020 promettait une sortie sur PC au 20 août 2020.

### Mode sans fin
Introduit dans la version 1.3.0, le mode sans fin permet au joueur de survivre à des vagues de froid successives dans une partie sans limitation de ressources et de temps. Il est possible de choisir entre le mode « Endurance » qui offre une difficulté accrue avec de nouveaux événements météo en plus de ceux connu par le joueur et le mode « Sérénité » qui permet au joueur de développer une ville rapidement et facilement.
Lors de la création de sa partie en mode sans fin, le joueur peut choisir d'ajouter des évènements aléatoires rajoutant un degré de difficulté sur un temps donné.
L'extension Le Dernier Automne ajoute un troisième mode, basé sur la Construction d'un générateur sur une carte différente du scénario.
L'extension Au bord du Gouffre ajoute la possibilité pour le joueur, lors de la création de sa partie, de rencontrer des campements et d'échanger des ressources avec eux.

### Difficulté
Avant le commencement d'une partie il est possible d'ajuster la difficulté selon 4 niveaux (facile, moyen, difficile, extrême). Il est aussi possible d'ajuster la difficulté selon certains composants (besoin des citoyens, économie, météo, comportement de la communauté). Plus la difficulté est élevée, plus les événements aléatoires durant la partie seront fréquents et plus les vagues de froid seront fortes.
Il est aussi possible d'opter pour le mode survie, qui ajoute encore de la difficulté au mode extrême en enlevant la possibilité de sauvegarder (le jeu effectuant la sauvegarde automatiquement) ainsi que de mettre le jeu en pause.

## Développement
Le jeu a été annoncé en août 2016. Les développeurs prévoyaient une sortie fin 2017, mais celle-ci a été retardée au 24 avril 2018.

## Accueil

### Ventes
Le développeur polonais a révélé en que le cap des 250 000 copies a été atteint en moins de 72 heures après la sortie du jeu sur PC. Ce nombre était l'objectif que se donnait le studio pour rembourser son investissement. Un an plus tard, Frostpunk s’était écoulé à 1,4 million d’unités sur PC. En avril 2024, les développeurs ont révélé que 5 millions de copies avaient été vendues.

### Distinctions
En 2019, le jeu est nommé dans la catégorie Music of the Year lors des Game Audio Network Guild Awards.